# Metropolia Buenos Aires
Metropolia Buenos Aires – metropolia rzymskokatolicka w Argentynie utworzona 5 marca 1866.

## Diecezje wchodzące w skład metropolii
- Archidiecezja Buenos Aires
  - Diecezja Avellaneda-Lanús
  - Diecezja Gregorio de Laferrère
  - Diecezja Lomas de Zamora
  - Diecezja Morón
  - Diecezja Quilmes
  - Eparchia San Charbel w Buenos Aires (maronicka)
  - Diecezja San Isidro
  - Diecezja San Justo
  - Diecezja San Martín
  - Diecezja San Miguel
  - Eparchia Opieki Najświętszej Bogurodzicy w Buenos Aires (bizantyjsko-ukraińska)

## Biskupi
- Metropolita: abp Jorge García Cuerva (od 2023) (Buenos Aires)
- Sufragan: bp Marcelo Margni (od 2021) (Avellaneda-Lanús)
- Sufragan: bp Jorge Martín Torres Carbonell (od 2020) (Gregorio de Laferrère)
- Sufragan: bp Jorge Lugones (od 2008) (Lomas de Zamora)
- Sufragan: bp Alejandro Benna (od 2025) (Morón)
- Sufragan: bp Carlos José Tissera (od 2011) (Quilimes)
- Sufragan: bp Habib Chamieh (od 2019) (San Charbel w Buenos Aires)
- Sufragan: bp Guillermo Caride (od 2024) (San Isidro)
- Sufragan: bp Eduardo Horacio García (od 2014) (San Justo)
- Sufragan: bp Martín Fassi (od 2020) (San Martín)
- Sufragan: bp Damián Nannini (od 2018) (San Miguel)
- Sufragan: bp Daniel Kozelinski Netto (od 2016) (Opieki Najświętszej Maryi Panny w Buenos Aires)

## Główne świątynie
- Archikatedra Trójcy Przenajświętszej w Buenos Aires
- Katedra Matki Boskiej Wniebowziętej w Avellaneda
- Katedra Chrystusa Króla w Gregorio de Laferrère
- Bazylika katedralna Matki Boskiej z La Paz w Lomas de Zamora
- Katedra Matki Boskiej Różańcowej w Moreno
- Katedra Niepokalanego Poczęcia Najświętszej Maryi Panny w Quilmes
- Katedra św. Marona w Buenos Aires
- Katedra św. Izydora w San Isidro
- Katedra św. Justa i Pastora w San Justo
- Katedra Jezusa Dobrego Pasterza w San Martín
- Katedra św. Michała Archanioła w San Miguel
- Katedra Pokrowa w Buenos Aires